# Gråsten
Gråsten (Duits: Gravenstein, klemtoon op laatste lettergreep) is een stadje en voormalige gemeente in Denemarken. In deze plaats bevindt zich de zomerresidentie van de Deense koninklijke familie, Kasteel Gravenstein. Verder staat de plaats bekend om het appelras Gravensteiner en het daar van aanverwante Cider.

## Plaats
De plaats Gråsten telt 4077 inwoners (2008). De plaats werd in 1648 voor het eerst genoemd onder de naam Gravenstein.

## Voormalige gemeente
De oppervlakte bedroeg 56,65 km². De gemeente telde 7256 inwoners waarvan 3555 mannen en 3701 vrouwen (cijfers 2005).
De voormalige gemeente behoort sinds 2007 tot gemeente Sønderborg.

## Afbeeldingen

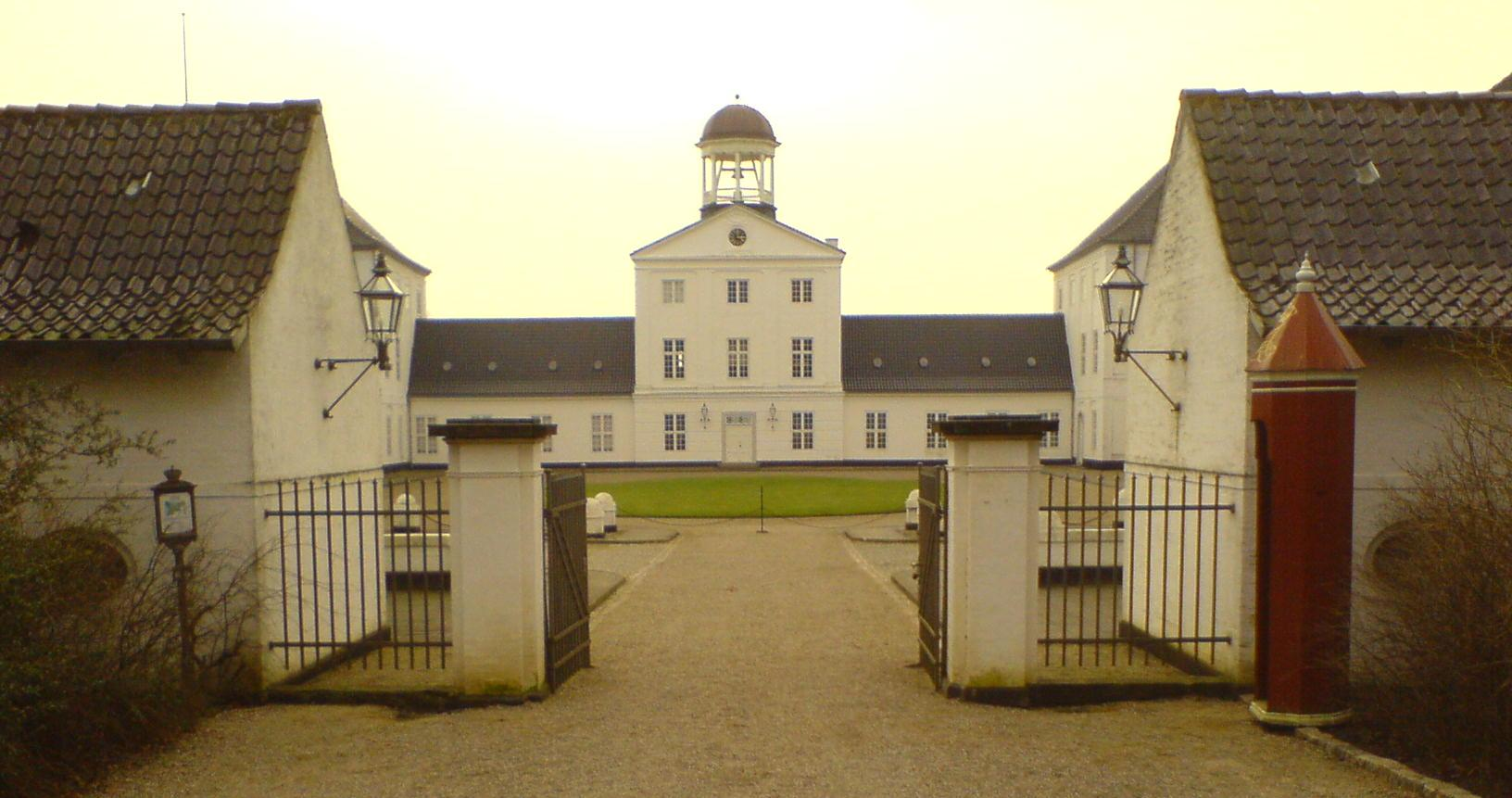
De zomerresidentie van het Deense koninklijk huis:Kasteel Gravenstein
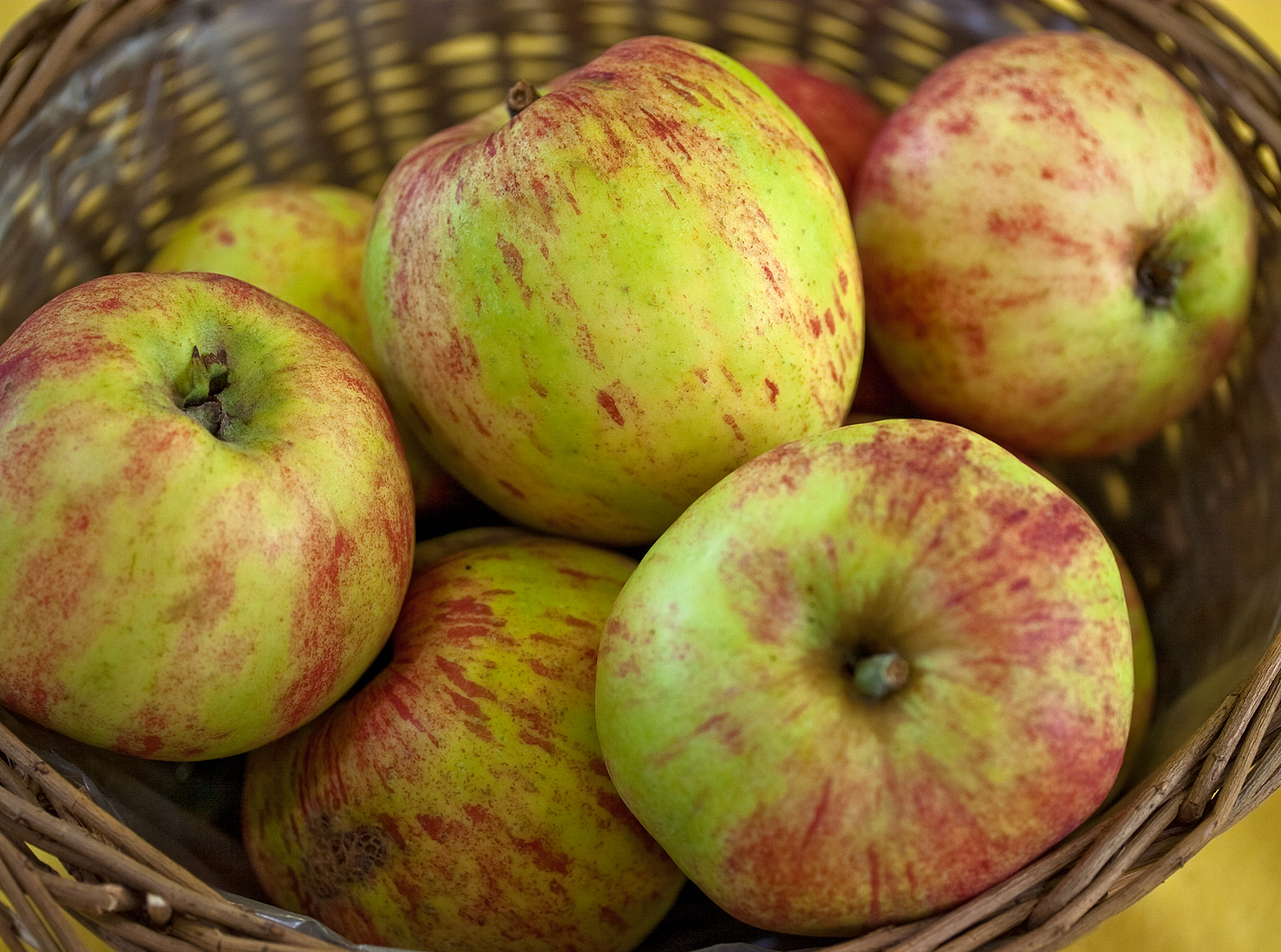
Appel van het ras Gravensteiner, dat uit deze plaats komt
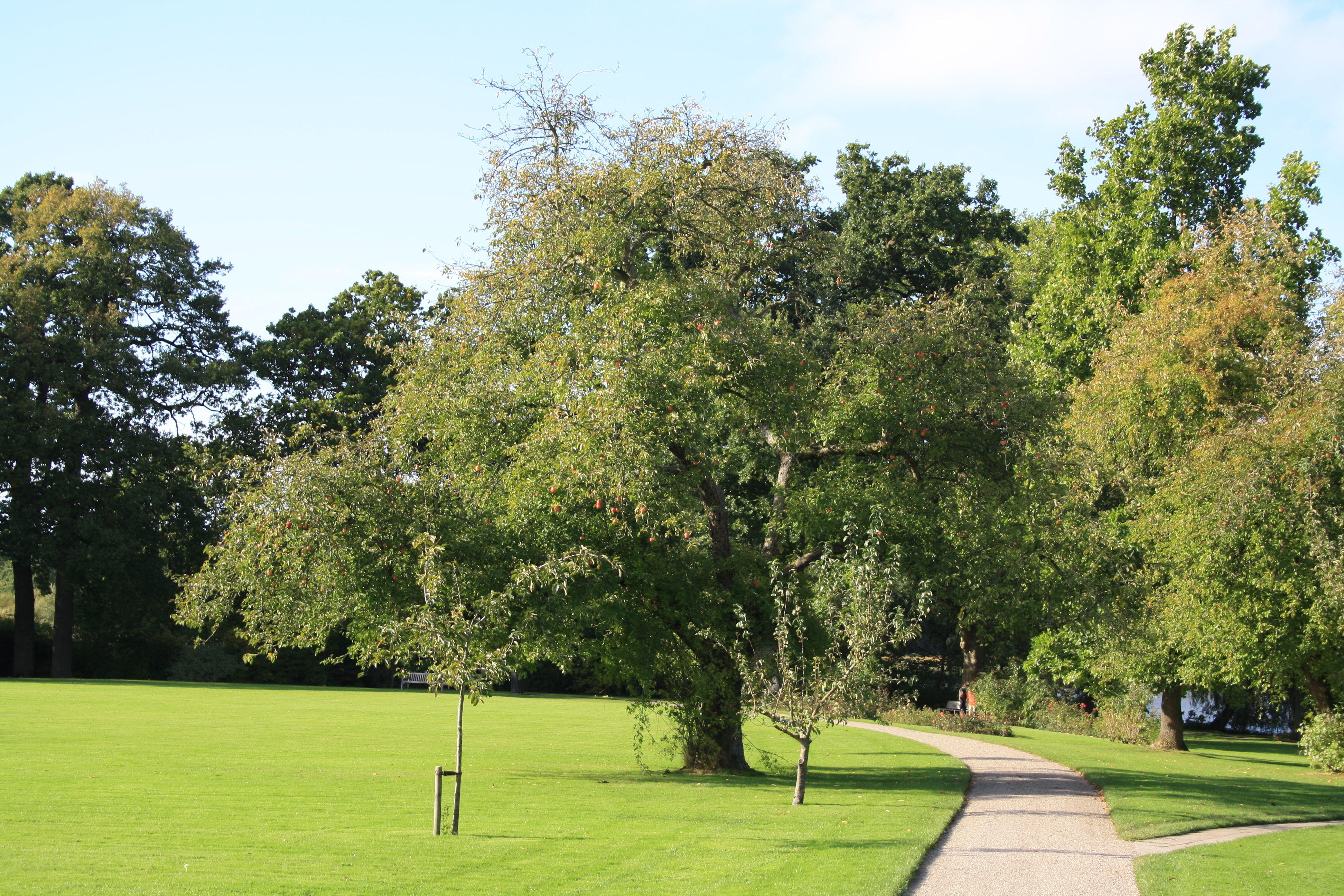
Appelboom op het koninklijk domein:Kasteel Gravenstein

- Gemeinsame Normdatei: 4425215-8
- Library of Congress Control Number: n00041069
- MusicBrainz: 03afbb6d-a727-44da-b833-97a3b1b507f3
- Nationale Bibliotheek van Tsjechië: ge911007
- Nationale Bibliotheek van Israël: 987007475871705171
- Virtual International Authority File: 244719719